# Chenghua

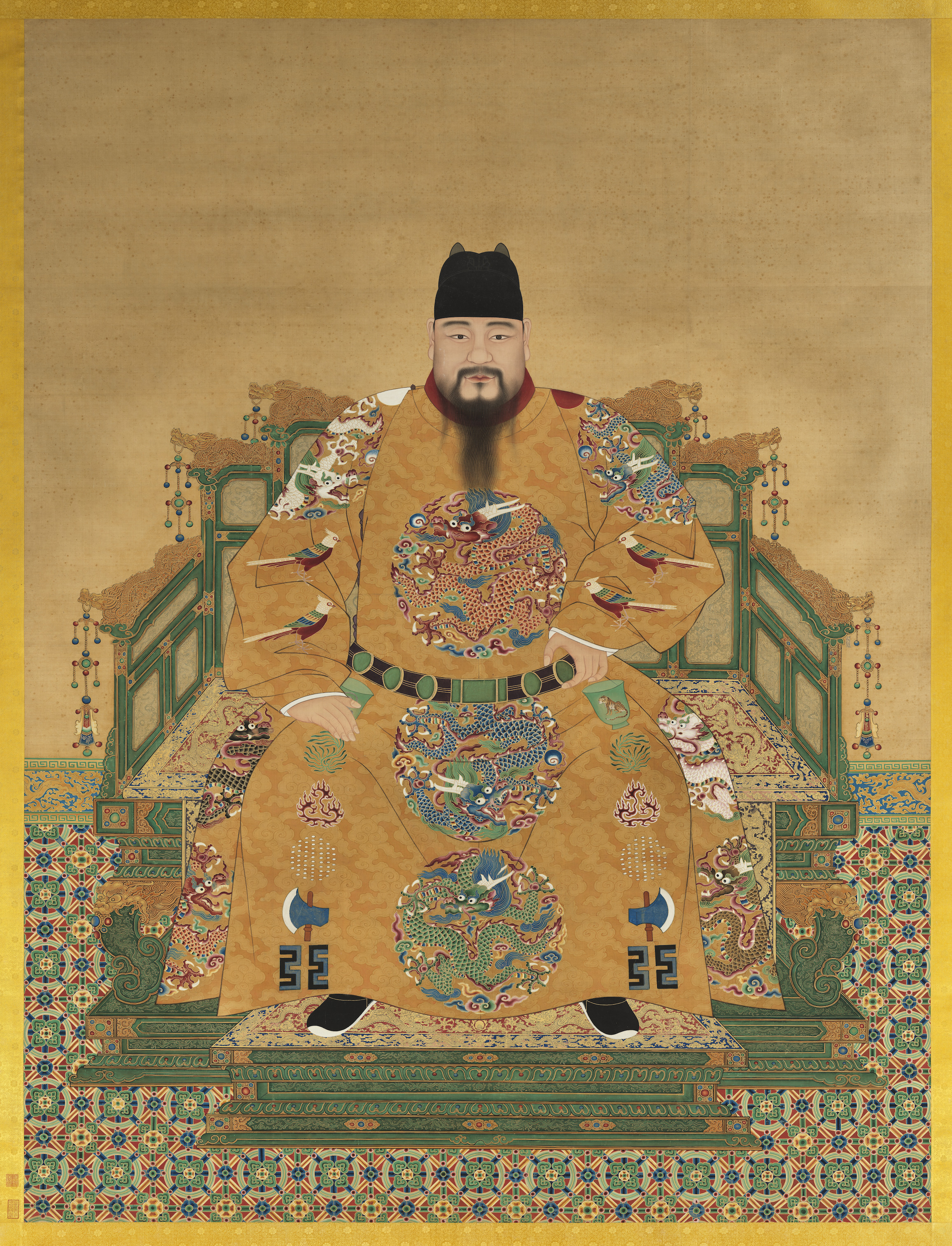
Chenghua

Chenghua (成化, 9 de diciembre de 1447- 9 de septiembre de 1487), de nombre personal, Zhu Jianshen (朱見深), fue el octavo emperador de la dinastía Ming que gobernó entre 1464 y 1487. 
Hijo del emperador Zhengtong, no es considerado como un emperador ejemplar puesto que amó a una concubina, Wan, entre quince y diecisiete años mayor que él. En 1466 esta tuvo un hijo, quien murió a los diez meses. Celosa, no autorizó a las otras concubinas y esposas a tener hijos, utilizando para ello a los eunucos como espías y pociones abortivas. Pero un hijo, Zhu Youtang, fue escondido, sobrevivió y se convirtió en el emperador Hongzhi. Wan dirigía el palacio con mano de hierro, favoreciendo a los eunucos y a su familia y los budistas eran recibidos con honores en la corte. Organizó una amplia red de corrupción, vendiendo ilegalmente millares de cargos en el funcionariado.
El funcionario imperial Qiu Jin convenció al emperador de la necesidad de reparar los ramales septentrionales de la Gran Muralla con el objetivo de prevenir una amenaza creciente de los manchúes.
| Predecesor: Zhengtong | Emperador de China (Dinastía Ming) 1464-1487 | Sucesor: Hongzhi |

- Datos: Q9991
- Multimedia: Chenghua Emperor / Q9991